# Agylla monoleuca
Agylla monoleuca är en fjärilsart som beskrevs av Walker 1866. Agylla monoleuca ingår i släktet Agylla och familjen björnspinnare. Inga underarter finns listade i Catalogue of Life.